# Grantessa lanceolata
Grantessa lanceolata är en svampdjursart som först beskrevs av Breitfuss 1898.  Grantessa lanceolata ingår i släktet Grantessa och familjen Heteropiidae. Inga underarter finns listade i Catalogue of Life.